# Pterodroma phaeopygia
El petrel de Galápagos (Pterodroma phaeopygia), también denominado petrel hawaiano, fardela gris parda, petrel ecuatoriano o petrel lomioscuro, es una  especie de ave procelariforme de la familia Procellariidae. Es un petrel grande, de alas largas. La población local en las islas Galápagos a menudo llaman a esta especie «patapegada».[cita requerida]

## Distribución
El petrel de Galápagos es un ave marina que anida en zonas de alta humedad en las tierras altas (por lo general por encima de los 200 m (660 pies) de altitud) de las cinco islas del archipiélago de Galápagos (islas San Cristóbal, Santa Cruz, Santiago, Floreana e Isabela). 

## Ecología
En el pasado, la población de petreles se vio gravemente afectada por mamíferos introducidos. Estos animales introducidos depredaron y alteraron las colonias de anidación, lo que lleva a la evaluación del petrel como en peligro crítico en la Lista Roja de la UICN de especies amenazadas. Una de las mayores amenazas para la población de petreles es la presencia de la rata negra (Rattus rattus), una especie introducida que es la principal causa de mortalidad de huevos y crías de la especie. Las plantas introducidas también han alterado y restringió el hábitat de anidación. El período de reproducción de los petreles cubre alrededor de ocho meses del año. Un estudio realizado en 2002 mostró un período de puesta de huevos entre marzo y finales de octubre, con un auge que ocurren durante las dos primeras semanas de agosto.